# Comuna Kopîtkove, Zdolbuniv
Kopîtkove (în ucraineană Копиткове) este o comună în raionul Zdolbuniv, regiunea Rivne, Ucraina, formată din satele Kopîtkove (reședința), Mareanivka, Novomîlsk și Stepanivka.

## Demografie
Componența lingvistică a comunei Kopîtkove
     Ucraineană (98,99%)
     Rusă (1,01%)
Conform recensământului din 2001, majoritatea populației comunei Kopîtkove era vorbitoare de ucraineană (98,99%), existând în minoritate și vorbitori de rusă (1,01%).